# إليزابيث بيندو
إليزابيث بيندو (بالإسبانية: Eli Pinedo)‏ مواليد 13 مايو 1981 في أموريو، إسبانيا، هي لاعبة كرة يد إسبانية تلعب كجناح أيسر. مثلت منتخب إسبانيا لكرة اليد للسيدات. شاركت في دورة الألعاب الأولمبية الصيفية سنة 2012. حققت المركز الثاني في بطولة أوروبا لكرة اليد للسيدات 2008.

## سجل المنافسة
شاركت في البطولات التالية:
- الألعاب الأولمبية الصيفية 2012
- الألعاب الأولمبية الصيفية 2016
- بطولة العالم لكرة اليد للسيدات 2011
- بطولة العالم لكرة اليد للسيدات 2013
- بطولة العالم لكرة اليد للسيدات 2015
- بطولة أوروبا لكرة اليد للسيدات 2012
- بطولة أوروبا لكرة اليد للسيدات 2014

## الميداليات
| الميدالية | المسابقة                            |
| --------- | ----------------------------------- |
| برونزية   | الألعاب الأولمبية الصيفية 2012      |
| برونزية   | بطولة العالم لكرة اليد للسيدات 2011 |
| فضية      | بطولة أوروبا لكرة اليد للسيدات 2008 |
| فضية      | بطولة أوروبا لكرة اليد للسيدات 2014 |

## روابط خارجية
- إليزابيث بيندو على موقع الاتحاد الأوروبي لكرة اليد (الإنجليزية)
- إليزابيث بيندو على موقع أوليمبيديا (الإنجليزية)